# Borgo Santa Croce
Borgo Santa Croce è una strada di Firenze, situata fra via de' Benci e via Magliabechi.

## Storia
La strada, che deve il suo nome alla vicina basilica di Santa Croce,  ha un andamento che, rispetto ai vicini assi viari, lascia bene intendere uno sviluppo all'esterno delle mura della penultima cerchia (da cui il termine "borgo") nato per collegare quella che era la porta ai Buoi, ubicata nel punto dove oggi si incontrano via de' Neri con via de' Benci, con la chiesa e il convento dei francescani, verso i quali punta decisamente disegnando una diagonale rispetto al corso del fiume Arno e rispetto alla stessa piazza Santa Croce.

## Descrizione
"Oggi il Borgo Santa Croce ha perduto l'antico carattere popolaresco e artigianale. Vi si trovano grandi palazzi, sorti alcuni secoli dopo l'arrivo dei francescani, quando il cerchio delle mura, spostandosi sul tracciato degli odierni viali, difendeva ormai il quartiere di Santa Croce, e molte famiglie ricche, di mercanti, uscirono dalle antiche porte, sorpassarono le vecchie mura e vennero a costruirsi i nuovi palazzi sulle prime catapecchie del borgo" (Bargellini-Guarnieri).
La strada ha rappresentato un asse non secondario di collegamento dal centro cittadino verso la basilica francescana ed è stata luogo di residenza di illustri personaggi (come Vasari). Attualmente è stata riqualificata, e data l'importanza dei palazzi presenti può essere inserita come via di prim'ordine del quartiere di Santa Croce.
Borgo Santa Croce vanta di avere opere architettoniche di grande rilevanza, con particolare riferimento a Palazzo Antinori Corsini, che quotidianamente offre ai passanti la magnificenza di un cortile aperto e visitabile, e a Palazzo Spinelli (Firenze), con gli importanti graffiti della facciata e del cortile, oppure con Palazzo Mori Ubaldini degli Alberti  con un cortile del 1400 alla maniera di Giuliano da San Gallo.

### Edifici
| Immagine | N°   | Nome                                | Descrizione |
| -------- | ---- | ----------------------------------- | --- |
|          | s.n. | Torre degli Alberti                 | La torre, evidentemente scapitozzata, si erge in prossimità della linea dove correvano le mura cittadine del secondo cerchio (1172-1175), a segnare una zona della città caratterizzata dalla presenza di molte proprietà della famiglia Alberti, alla quale è riconducibile anche la costruzione di questa fabbrica, voluta negli ultimi anni del XIII secolo da Alberto, Lapo e Neri degli Alberti del Giudice da Catenaia. Ancora degli Alberti nel 1759, quando un documento la cita come in pessime condizioni appigionata a un maniscalco, passò successivamente, come molte altre proprietà del casato, ai Mori Ubaldini Alberti, che sicuramente ne erano proprietari nel 1843. Al piano della strada è caratterizzata da una piccola tettoia sostenuta da due colonnine che nei capitelli hanno il tema araldico degli Alberti, cioè le catene incrociate. Su Borgo Santa Croce si trova una porta laterale della torre, oggi murata. |
|          | 1    | Casa                                | La casa ha un fronte di tre assi per quattro piani più un mezzanino. Il portoncino, posto all'estrema destra, è incorniciato con bugne di pietra. Dal lato opposto (dove è anche una buchetta per il vino ora tamponata) è leggibile sulla superficie trattata a intonaco liscio il frammento di un antico arco di pietra lasciato a vista. |
|          | 2    | Palazzo Mancini                     | La possente fabbrica, voluta da Benedetto degli Alberti e già terminata nella sua originaria configurazione nel 1378, è da considerare, tra le molte proprietà della famiglia nella zona, quella "di maggior visibilità per collocazione, estensione e disegno architettonico" (Brenda Preyer). Della sua antica storia bene documentano la muratura a conci del piano terreno e i poderosi pilastri di pietra forte del cortile, propri dell'architettura fiorentina trecentesca, mentre per il resto i fronti mostrano chiari segni degli interventi successivi, evidenziando le molteplici sovrapposizioni che nei secoli hanno ridisegnato gli affacci. Dagli Alberti la proprietà passò, nel corso del tempo, ai Rossi, ai Conti di San Secondo, ai Barbolani da Montauto e ai Mancini. Tra Settecento e Ottocento furono apportate significative modifiche agli interni, con notevoli decorazioni pittoriche tra le quali è da segnalare una ampia galleria affrescata. All'Ottocento risale anche la costruzione della loggia sul tetto, con affacci verso via de' Benci e verso corso dei Tintori.                                                                           |
|          | 4    | Palazzo                             | Per quanto la letteratura consultata non abbia apportato notizie sul palazzo, si tratta di un edificio di notevole pregio e ampiezza, che mostra un fronte organizzato su quattro piani per otto assi, chiuso tra palazzo Mancini e palazzo Antinori Corsini. Per quanto abbia subito nel corso del tempo varie modifiche (si dovrebbe d'altra parte trattare di un edificio sorto su più antiche preesistenze) mostra caratteri seicenteschi e un impaginato di facciata sostanzialmente unitario. Le finestre al piano nobile presentano cornici in pietra serena con architravatura modanata. Al terreno, sulla sinistra del portone di accesso ugualmente incorniciato in pietra, sono due finestre su mensole intervallate da accessi a fondi, evidentemente aperti in periodo successivo. Singolare è la presenza, ai lati del portone principale, di placche di campanelli "a tirare" ancora funzionanti; in antico erano collegati a un sistemi di corde, molle e passanti che facevano suonare delle campanelle in metallo direttamente negli appartamenti; oggi sono sicuramente elettrificati, ma si azionano ancora dal tirare, piuttosto che dallo spingere un bottone. |
|          | 6    | Palazzo Antinori Corsini            | Il palazzo, di grande estensione tanto da contare sulla facciata otto ordini di finestre, è riconducibile a lavori condotti tra la fine del Quattrocento e i primi del Cinquecento su un'area già segnata da proprietà della famiglia Serristori, documentata come presente in quest'area dai primi del XV secolo. Il progetto è quasi unanimemente ricondotto dagli studiosi a Giuliano da Sangallo, che avrebbe eretto l'edificio entro il 1520 circa. Dai Serristori il palazzo passò ai Corsini nel 1587 i quali, nei primi del secolo successivo, lo ampliarono con ulteriori acquisti di case sul lato verso via dei Tintori e con conseguenti lavori di riammodernamento di questa nuova porzione, fino a determinare una serie di ambienti affacciati su un secondo cortile. I lavori terminarono nel 1611 e - come documentano le fonti - videro tra l'altro impegnati lo scultore Andrea Ferrucci e lo scalpellino Bastiano Bozolino, ai quali si deve la realizzazione di peducci, capitelli e architravi scolpite. |
|          | 8    | Casa Vasari                         | L'edificio, databile attorno al 1500 quando in questa zona si erigevano palazzi o si ridisegnavano in tal senso le case a schiera medievali preesistenti, è noto per essere stato residenza fiorentina di Giorgio Vasari, concessagli in affitto dal duca Cosimo I de' Medici nel 1557 dopo essere stata requisita nel 1548 a Niccolò Spinelli, proprietario di vari immobili nella zona. Nel 1561 la casa venne donata definitivamente all'artista in segno di riconoscenza per i suoi servigi. A similitudine di quanto fatto nella sua residenza nella città natale di Arezzo, l'artista e i suoi collaboratori (tra questi determinante il ruolo di Jacopo Zucchi) affrescarono attorno al 1572 vari ambienti, dei quali ci rimane la Sala Grande, con raffigurazioni aventi come tema le arti e il primato della pittura, sotto forma di storie tratte dagli scritti di Plinio. Si segnala la graziosa finestra per i bambini, posta al di sotto della finestra centrale del primo piano. |
|          | 10   | Palazzo Spinelli                    | Costruito su alcune case preesistenti attorno alla metà del XV secolo per Tommaso di Lionardo Spinelli (tesoriere di papa Paolo III, morto nel 1471), presenta eleganti forme che hanno spinto a ricondurre il progetto, già attribuito al Cronaca, all'attività di Bernardo Rossellino, peraltro attivo per lo stesso committente nel vicino chiostro della basilica di Santa Croce e in una cappella interna alla stessa. L'edificio è stato di proprietà di questa famiglia fino alla fine del XIX secolo e, dopo essere passato per via ereditaria ai Rasponi di Ravenna, dal 1934 appartiene ai marchesi Malenchini. La bella decorazione a graffito della facciata e del cortile è stata ugualmente ricondotta alla bottega di Bernardo Rossellino, attorno agli anni 1460-1470. |
|          | 12   | Palazzo Migliorini                  | Si trova qui un lato secondario del grande caseggiato su via Antonio magliabechi, sorto all'inizio del Novecento. Sebbene qui non mostri caratteri rilevanti come altri edifici sulla strada, presenta comunque una certa nobiltà di forme dovuta all'inglobamento di parti di origine antica, come testimonia il portale per carrozze ad arco ribassato, sei o settecentesco, posto in corrispondenza del n. 22 rosso. |
|          | 17   | Palazzo Mori Ubaldini degli Alberti | L'edificio si impone per il carattere monumentale, segnato com'è da bozze a cuscino che si distribuiscono a incorniciare il portone e le molte finestre. Walther Limburger segnala il cortile come nella maniera di Giuliano da Maiano, riconducendo l'edificio al Quattrocento. All'esterno, tuttavia, pur mantenendo un impianto cinque seicentesco, l'insieme appare significativamente rimaneggiato nell'Ottocento, il che, d'altra parte, ha consentito di mantenere in ottimo stato l'intera proprietà. |
|          | 19   | Palazzo Borghini                    | Nella storia dell'edificio si contano proprietà dei Morelli, dei Borghini e dei Gherardi e tuttavia la letteratura lo ricorda essenzialmente in relazione all'acquisto fattone dal letterato Raffaello di Domenico Borghini nel 1552, per 950 fiorini, e per essere stato da questi abitato fino al 1558. Dal 1960 è stato acquisito come sede scolastica dal Comune di Firenze. Il palazzo mostra una facciata con una decorazione graffita a finto mattonato di fattura novecentesca ma realizzata sulla base di un decoro più antico, che gli studiosi tendono a ricondurre al primo Quattrocento. |